# 杉山六蔵
杉山 六蔵（すぎやま ろくぞう、1890年1月4日 - 1947年6月6日）は、日本の海軍軍人。最終階級は海軍中将。

## 経歴
農商務省官吏・杉山栄蔵の五男として東京で生れる。鳥取中学校を経て、1910年7月、海軍兵学校（38期）を次席で卒業し、翌年12月に海軍少尉任官。1917年11月、海軍水雷学校高等科を優等で卒業し、「天津風」乗組、オランダ駐在、「矢矧」水雷長、「夕暮」駆逐艦長、「春風」駆逐艦長を経て、1924年11月、海軍大学校（甲種22期）を卒業した。
「第6号駆逐艦」（早苗）艦長、海軍省軍務局（第1課）局員、第2艦隊参謀、軍令部出仕、第1艦隊兼連合艦隊参謀、海大教官、「由良」艦長、「青葉」艦長、「八雲」艦長、「日向」艦長、第3艦隊参謀長などを歴任し、1936年12月、海軍少将に進級。支那方面艦隊兼第3艦隊参謀長、第11戦隊司令官、横須賀警備戦隊司令官、第18戦隊司令官などを歴任し、1940年11月、海軍中将となった。
海軍機雷学校長を経て、太平洋戦争を第3遣支艦隊司令長官として迎えた。さらに、第3南遣艦隊司令長官としてフィリピン方面作戦を担い、艦政本部長、兼電波本部長を経て、最後の佐世保鎮守府司令長官となり、1945年11月、予備役に編入された。
1947年6月6日死去。死去後の11月28日公職追放仮指定を受けた。